# Hoàng Nam Tiến
Hoàng Nam Tiến (28 tháng 6 năm 1969 – 31 tháng 7 năm 2025) là doanh nhân công nghệ thông tin, diễn giả và giảng viên người Việt Nam. Ông từng giữ vai trò lãnh đạo tại các công ty thành viên của Tập đoàn FPT như Chủ tịch FPT Software và Chủ tịch FPT Telecom, trước khi đảm nhiệm vị trí Phó Chủ tịch Hội đồng Trường Đại học FPT phụ trách đào tạo sau đại học.

## Cuộc đời và sự nghiệp
Hoàng Nam Tiến sinh ngày 28 tháng 6 năm 1969 tại Hà Nội, quê gốc Nghệ An, là con út của Thiếu tướng Hoàng Đan và đại biểu Quốc hội Nguyễn Thị An Vinh. Ông từng là cựu học sinh chuyên toán Trường Trung học phổ thông chuyên Hà Nội – Amsterdam. Sau khi tốt nghiệp ngành Tin học tại Đại học Bách khoa Hà Nội năm 1993, ông gia nhập FPT và làm việc tại các công ty thuộc tập đoàn này trong suốt hơn 30 năm. Chỉ 2 năm sau khi gia nhập, Hoàng Nam Tiến được bổ nhiệm làm Phó Giám đốc Trung tâm Phân phối Máy tính FCD. Năm 1996, ông được điều làm Trưởng phòng Kế hoạch Kinh doanh FPT Hà Nội. Ông đảm nhiệm vai trò này đến năm 2002 thì kiêm nhiệm thêm vị trí Phó Giám đốc FPT Thành phố Hồ Chí Minh.
Năm 2003, Hoàng Nam Tiến trở thành Tổng Giám đốc Công ty TNHH Phân phối FPT, góp phần đưa doanh thu FPT đạt mốc 1 tỉ USD vào năm 2008. Từ năm 2004, ông là một trong số các Ủy viên Hội đồng quản trị của Công ty cổ phần FPT và giữ vai trò này đến năm 2012. Từ năm 2007, Hoàng Nam Tiến kiêm nhiệm nhiều vai trò cấp cao trong tập đoàn bao gồm Ủy viên Hội đồng quản trị, Tổng Giám đốc Công ty Phát triển Khu Công nghệ cao Hòa Lạc FPT và Tổng Giám đốc Công ty TNHH Bất động sản FPT. Đến năm 2012, ông chính thức trở thành Chủ tịch Công ty TNHH Phần mềm FPT (FPT Software). Trong suốt thời gian đảm nhiệm vai trò này, ông đã góp phần giúp FPT Software đạt tốc độ tăng trưởng trên 30% nhiều năm liên tiếp, trở thành một trong 500 công ty phần mềm lớn nhất trên thế giới và lọt vào Top 100 nhà cung cấp dịch vụ hàng đầu thế giới. Cũng trong năm 2012, Hoàng Nam Tiến lọt vào Danh sách 100 Gương mặt Trí thức tiêu biểu Việt Nam trên mặt trận Kinh tế. Ông cũng là đại diện duy nhất thuộc lĩnh vực phần mềm lọt vào danh sách này. Đến năm 2016, ông nhận được bằng khen của Bộ trưởng Bộ Thông tin và Truyền thông.
Tháng 3 năm 2020, FPT tiến hành luân chuyển 2 chủ tịch công ty thành viên, trong đó Hoàng Nam Tiến được điều làm Chủ tịch Hội đồng quản trị Công ty cổ phần Viễn thông FPT (FPT Telecom) và bà Chu Thị Thanh Hà đảm nhiệm vị trí Chủ tịch FPT Software. Trong thời gian đảm nhiệm vai trò mới tại FPT Telecom, Hoàng Nam Tiến được xem là đã có nhiều cải tiến và những chính sách quyết liệt giúp FPT Telecom đứng vững qua giai đoạn khủng hoảng và duy trì vị thế. Giai đoạn này cũng được cho là đã ghi nhận lợi nhuận cao nhất lịch sử của công ty. Tháng 11 năm 2021, Hoàng Nam Tiến lần đầu tiên livestream bán hàng trên trang Facebook cá nhân. Theo ông, trong bối cảnh thương mại điện tử phát triển mạnh mẽ, số lượng người dùng Việt Nam trên các mạng xã hội rất lớn, thị trường bán hàng trực tuyến không dành riêng cho ai. Kết quả lần phát trực tiếp này được xem là khá khả quan.
Đầu năm 2023, Tập đoàn FPT công bố thông tin Hoàng Nam Tiến sẽ rời chức Chủ tịch FPT Telecom để đảm nhiệm vai trò Phó chủ tịch Hội đồng trường Đại học FPT. Ông giữ chức vụ này cho đến khi qua đời vào năm 2025. Trong thời gian công tác trong lĩnh vực giáo dục, ông thường xuyên tham gia giảng dạy cũng như thuyết trình tại nhiều nơi về công nghệ thông tin và trí tuệ nhân tạo.

## Thành tựu nổi bật
- Top 100 Trí thức tiêu biểu Việt Nam năm 2012, bằng khen Bộ Thông tin và Truyền thông năm 2016.[11]
- Giải thưởng "Nhà sáng tạo nội dung số vì cộng đồng" năm 2024.[12]
- Ông là tác giả sách Thư cho em (2024) và Ứng dụng AI vào doanh nghiệp (2025).[1]

## Qua đời
Ngày 31 tháng 7 năm 2025, ông qua đời tại Hà Nội do đột quỵ, hưởng dương 56 tuổi. Lễ tang của ông được FPT và gia đình tổ chức ngày 4 tháng 8 tại Hà Nội và 6 tháng 8 tại Nghệ An, với nghi thức cấp tập đoàn. Ông được an táng tại quê nhà Nghệ An.